# M.2

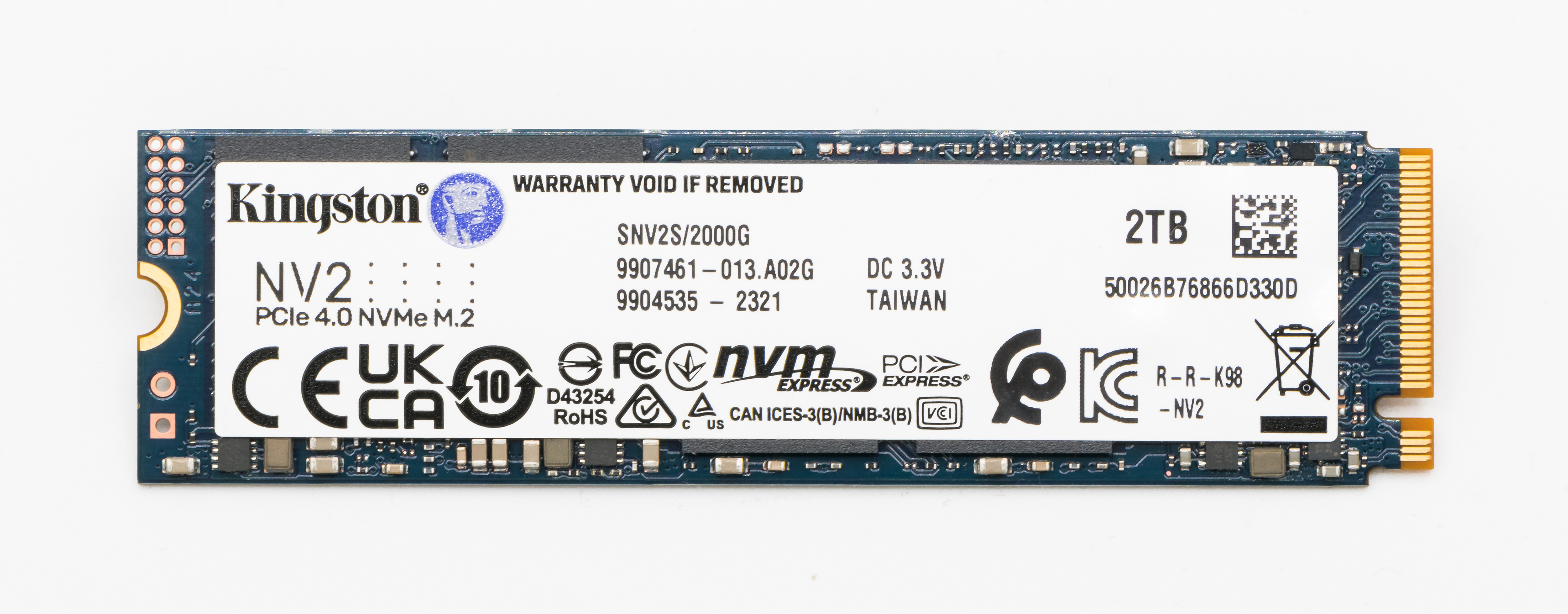
Dysk SSD przystosowany do złącza M.2

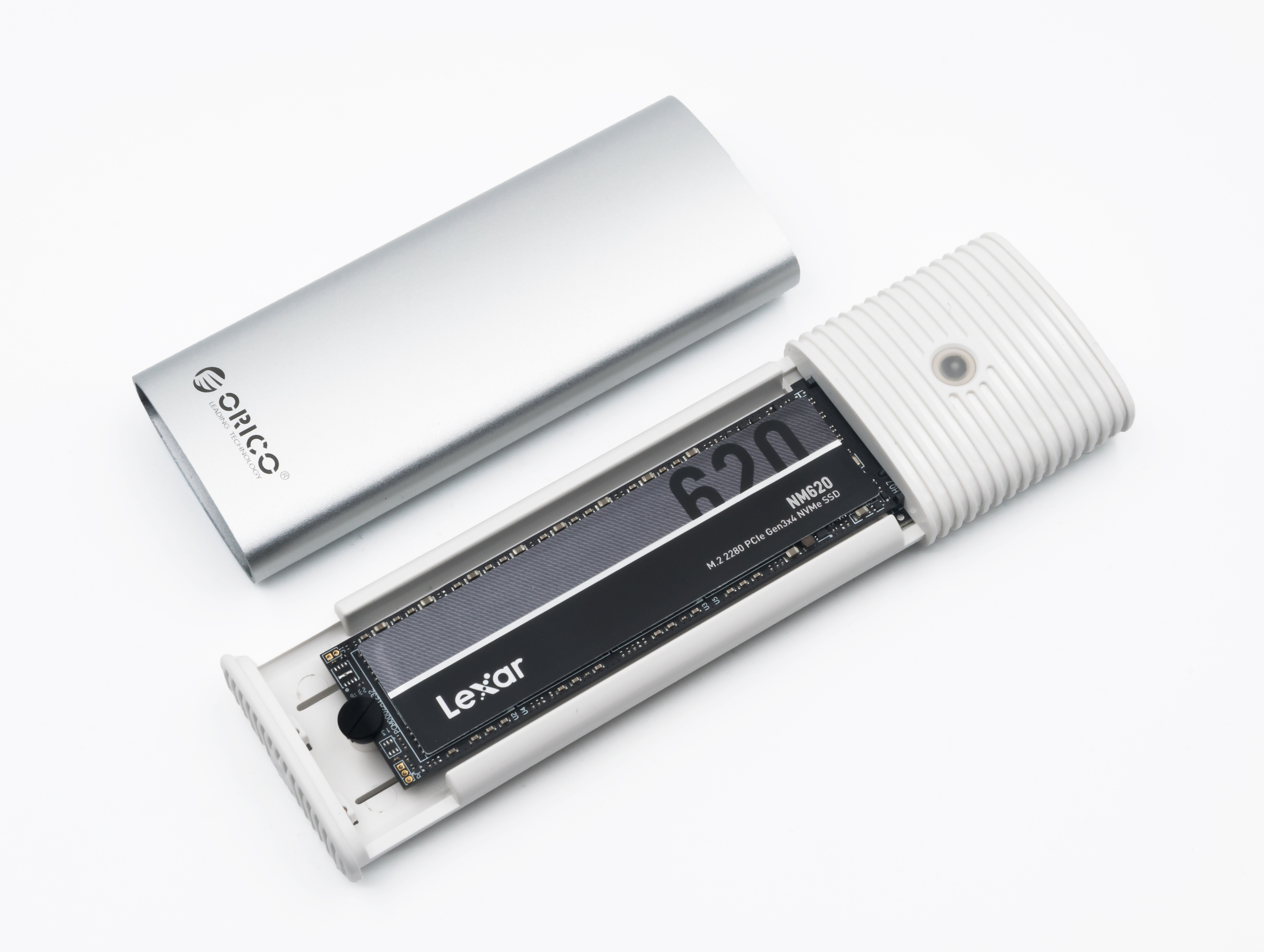
Przenośny dysk SSD Lexar formatu M.2 w obudowie Orico

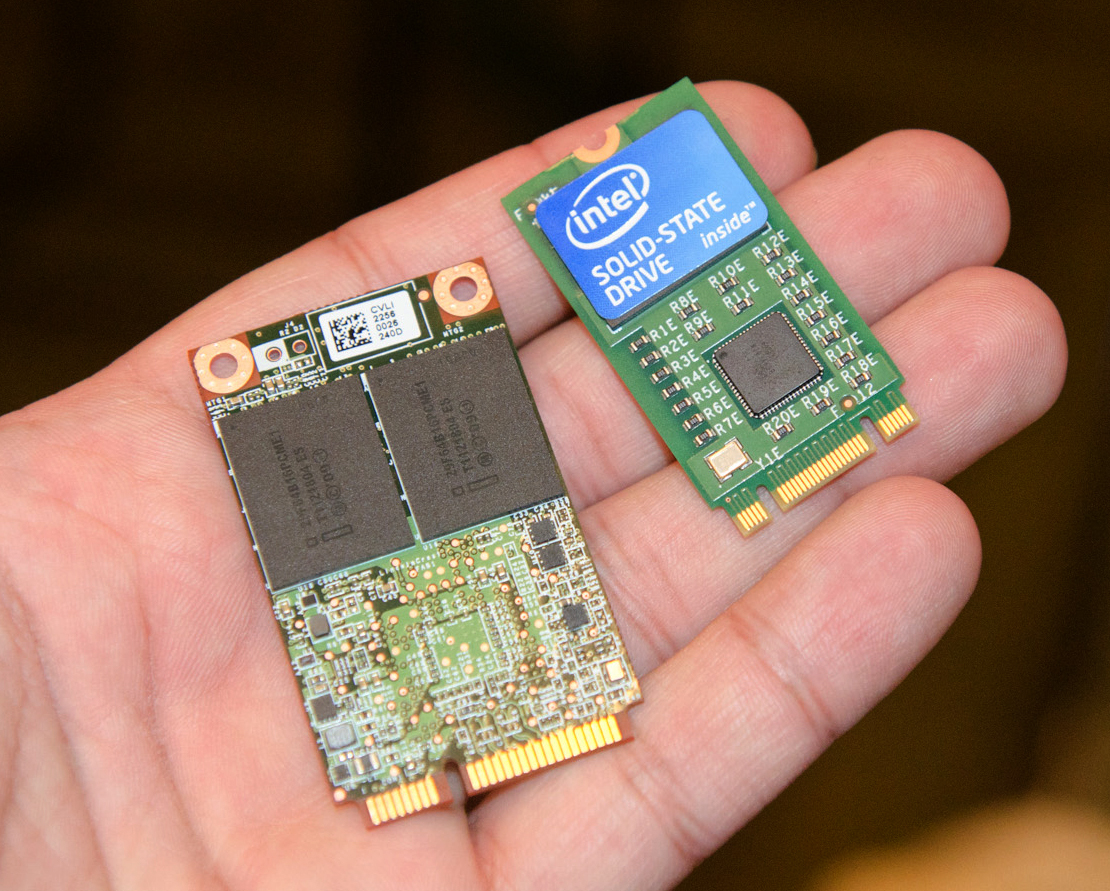
Porównanie złączy SSD mSATA (po lewej) i M.2 (po prawej)

M.2 (początkowo określany Next Generation Form Factor, NGFF) – złącze dla kart rozszerzeń zaprojektowane zostało jako szybszy i bardziej kompaktowy następca interfejsu mSATA. Oferuje większą wydajność niż standardy SATA III oraz mSATA. Prędkość transmisji danych w przypadku M.2 jest w stanie osiągnąć 4 GB/s dzięki wykorzystaniu magistrali PCI Express, a dokładnie 4 linii wersji trzeciej tej magistrali, czyli PCIe 3.0 x4 lub 8 GB/s dzięki użyciu 4 linii czwartej wersji, czyli PCIe 4.0 x4.

## Rozmiary dysków M.2
Standard M.2 pozwala na budowanie kart o szerokości 12, 16, 22 i 30 mm, oraz długości 16, 26, 30, 38, 42, 60, 80 i 110 mm. Aktualnym standardem jest szerokość 22 mm i długość 30, 42, 60, 80 lub 110 mm.
Przykładowe oznaczenia dysków SSD: 2242 oznacza kartę o 22 mm szerokości i 42 mm długości, natomiast 2280 – o 22 mm szerokości i 80 mm długości.

## Historia
Złącze NGFF miało pierwotnie być przeznaczone dla dysków SSD, kart Wi-Fi, Bluetooth, NFC i/lub GPS. Nazwa została zmieniona na M.2 w 2013 roku. Po raz pierwszy poparcie dla tego standardu wyraził Intel, który wdrożył jego obsługę w płytach głównych z chipsetami H97 i Z97, przeznaczonych dla 4. generacji procesorów Core.
Aktualnie urządzenie podłączone do złącza M.2 może być obsługiwane na płycie głównej przez protokół NVMe albo SATA. W celu wykorzystania maksymalnych możliwości tego interfejsu kontroler urządzenia musi obsługiwać protokół NVMe, dzięki czemu ma możliwość wykonywania większej ilości operacji na sekundę przy mniejszym obciążeniu procesora. Dla PCIe 3.0 jest to przepustowość na poziomie prawie 4000 MB/s, natomiast dla SATA jest to tylko 600 MB/s.